# 环带杯伞
环带杯伞（學名：Clitocybe rivulosa），俗稱假香蕈（false champignon）、傻瓜的漏斗（fool's funnel）和出汗蘑菇（sweating mushroom），是一種有毒的杯傘屬真菌品種。與部份同類真菌相近，环带杯伞是一種細小的白色漏斗狀真菌，並且廣泛分佈在歐洲和北美的草坪、草地和其他長滿草的地區。环带杯伞含有極具毒性的毒蕈碱，且吃掉這種菌後中毒的症狀為大量出汗，所以得到「出汗蘑菇」的別號。

## 描述
环带杯伞是一種體形細小的白色或淺黃色的蘑菇。其菌蓋直徑為3–4厘米，呈漏斗狀。這種菌擁有大量菌褶，其菌褶呈白色，並且點綴著粉紅色斑點。其菌柄呈纖維狀，長4厘米，並且沒有任何菌環。其孢子印為白色。這種菌並沒有獨特的味道或氣味。环带杯伞與不少有毒的真菌物種相近，其中包括白霜杯傘。這類菌很容易被誤認為是硬柄小皮傘和]斜盖菇等食用菌。

## 分類和命名
起初，於1801年，环带杯伞獲克里斯蒂安·亨德里克·帕森給予學名「环带姬松茸」（Agaricus rivulosus）。但是，於1871年，德國真菌學家保羅·庫默爾將之重新歸類為杯傘屬，並因此將之易為現名。隨著年齡的增加，环带杯伞的菌蓋表面會出現環狀裂縫，因此它獲命名為「环带」（rivulosus）。
與环带杯伞極相似的白霜杯傘有時候會被視為环带杯伞的複合種。

## 分佈及生境
环带杯伞主要於夏季和秋季在歐洲和北美洲的草地上出現，並不時會在仙环中出現在。依偎在草叢中生長的环带杯伞通常會變得更大。不幸的是，這種菌經常在草地出現，致使看到它們的兒童或幼兒可能會誤吃它們。

## 毒性
环带杯伞的主要毒性來自毒蕈碱。人類吸收毒蕈碱後中毒的病症為大量流涎、大量流汗、以及大量流淚。這些病症都會在人們吃下环带杯伞後15-30分鐘內出現。若大量進食，中毒者則會出現腹痛、嚴重恶心、腹瀉、視力模糊和呼吸困難的病症。中毒症狀一般會在兩小時內消退。环带杯伞導致的死亡個案極少，但嚴重能導致心衰竭和呼吸衰竭。毒蕈碱的解毒剂為阿托品。

## 外部連結
- 毒性、蘑菇 - 毒蕈鹼 （页面存档备份，存于）